# Opisthacantha flavescens
Opisthacantha flavescens är en stekelart som beskrevs av Alan Parkhurst Dodd 1916. Opisthacantha flavescens ingår i släktet Opisthacantha och familjen Scelionidae. Inga underarter finns listade i Catalogue of Life.